# Metro 2033 (gra komputerowa)
Metro 2033 – strzelanka pierwszoosobowa z elementami survival horroru wyprodukowana przez ukraińskie studio 4A Games i wydana 16 marca 2010 przez THQ na platformy Microsoft Windows i Xbox 360. Wersja na PlayStation 3 była planowana, lecz została anulowana. Opiera się na powieści postapokaliptycznej o tym samym tytule, której autorem jest rosyjski pisarz Dmitrij Głuchowski. Podczas pierwszej zapowiedzi w roku 2006 użyto podtytułu The Last Refuge, który w późniejszym czasie został usunięty przez wydawcę gry. Wraz z pojawieniem się zapowiedzi, ujawniono również pierwszy zwiastun. 3 sierpnia 2010 roku został wydany dodatek DLC o nazwie Ranger Pack dodający nowe rodzaje broni, osiągnięcia i poziomy trudności. W maju 2013 roku wydana została jej kontynuacja o nazwie Metro: Last Light.
Jej odświeżona wersja ukazała się 29 sierpnia 2014 w zbiorczym wydaniu pudełkowym Metro Redux zawierającym gry Metro 2033 i Metro: Last Light oraz jako oddzielny produkt w dystrybucji cyfrowej. Produkcja została przeniesiona na silnik gry Metro: Last Light, zastosowano w niej nowe oświetlenie, dodano nowe elementy rozgrywki znane z Last Light, a poziomy zostały rozbudowane. Edycja ta ukazała się na platformach: PlayStation 4, Windows, Xbox One (5 września 2014 z powodu polskiej premiery konsoli), Linux, macOS, SteamOS oraz Nintendo Switch (28 lutego 2024).

## Fabuła
Gra osadzona jest w 2033 roku, po dokonaniu się prawie całkowitej zagłady ludzkości w wyniku konfliktu nuklearnego. Około czterdziestotysięczna grupa osób schroniła się przed nią w moskiewskim metrze. Gra prowadzona jest z perspektywy Artema, młodego człowieka, urodzonego jeszcze na powierzchni. W metrze tworzy się specyficzna cywilizacja, borykająca się zarówno z nieprzyjaznym otoczeniem, konfliktami, jak i mutantami i innymi anomaliami, związanymi z konfliktem. Artem ma na celu ostrzeżenie społeczności metra przed niebezpieczeństwem ze strony nowego rodzaju mutantów, a żeby to zrobić, musi przejść przez wiele stacji, opanowanych przez różne frakcje i pełne niebezpiecznych stworzeń korytarze, ale też i wyjść na powierzchnię, pozbawioną już obecności ludzi, ale wcale niebędącą przez to bezpieczną.

## Silnik
Firma 4A Games została założona rok przed premierą gry S.T.A.L.K.E.R.: Cień Czarnobyla przez część byłych pracowników GSC Game World, w tym Olesa Szyszkowtsowa i Aleksandra Maksimczuka – programistów pracujących nad produkcją silnika X-Ray Engine. Natomiast gra korzysta z autorskiego silnika 4A Engine, który jest adaptacją i ulepszoną wersją ówczesnego X-Ray Engine. 4A Engine w porównaniu do niego wspiera technologię PhysX firmy NVIDIA Corporation.